# محوطه ماشکید ۵
محوطه ماشکید ۵ مربوط به هزاره ۴ و ۳ قبل از میلاد است و در شهرستان سراوان، بخش جالق، ۱۶ کیلومتری شمالغرب شهر جالق، منطقه آب سردین واقع شده و این اثر در تاریخ ۲۸ اسفند ۱۳۸۵ با شمارهٔ ثبت ۱۸۹۳۰ به‌عنوان یکی از آثار ملی ایران به ثبت رسیده است.